# باب آلن (بازیکن فوتبال، زاده ۱۹۱۶)
باب آلن (انگلیسی: Bob Allen; ۱۱ اکتبر ۱۹۱۶ – ۷ فوریهٔ ۱۹۹۲) بازیکن فوتبال اهل بریتانیا بود.
از باشگاه‌هایی که در آن بازی کرده است می‌توان به باشگاه فوتبال بدفورد تاون، باشگاه فوتبال دونکستر راورز، باشگاه فوتبال دارتفورد، باشگاه فوتبال فولام، باشگاه فوتبال کولچستر یونایتد، باشگاه فوتبال تاتنهام هاتسپر، باشگاه فوتبال نورث‌همپتون تاون، باشگاه فوتبال برنتفورد، باشگاه فوتبال پورت ویل، و باشگاه فوتبال لیتون اورینت اشاره کرد.
وی همچنین در تیم ملی فوتبال England Schoolboys بازی کرده است.